# تشارلز هنري دي سويسا
تشارلز هنري دي سويسا دارماغوناواردانا فيبولا غاياسوريا كاروناراتنا ديساناياكا المعروف شعبيًا باسم تشارلز هنري دي سويسا (3 مارس 1836 -29 سبتمبر 1890) رجل أعمال سيلاني وفاعل خير، وشغل منصبًا فخريًا في عدالة السلام. هو مزارع رائد وصناعي وأغنى سكان سيلان في القرن التاسع عشر. كان له دور فعال في إنشاء أول بنك سيلاني، ونقابة موراتوا للحرفيين، ورابطات سيلان الزراعية والوطنية. يُنظر إليه على نطاق واسع على أنه أعظم فاعل خير في الجزيرة لمساهماته التي تشمل مستشفى دي سويسا للولادة، وكليات أمير وأميرة ويلز، والمحطة التجريبية للمزرعة النموذجية، والعديد من المؤسسات والأعمال الخيرية الأخرى، وإنشاء الرعاية الصحية للرضع والأم والطفل، والتعليم العلماني للفتيات في البلاد. كان من الممكن أن يكون أول فارس حدث في الجزيرة، لكنه مات قبل ذلك، فمنِحت أرملته تكريمًا نادرًا لاستخدام أسلوب ولقب زوجة فارس الحدث، وعًرفت باسم كاثرين، ليدي دي سويسا.

## التجارة والصناعة
كانت زراعة الشاي حكرًا على الأوربيين لكن دي سويسا كان من رواد زراعتها. عندما حدث انهيار القهوة في عام 1869، عاد العديد من المزارعين الأوروبيين إلى ديارهم. لكن استثمارات دي سويسا لم تقتصر على القهوة، فتمكن من النجاة من أزمة البن وتوسيع مزارعه بشكل أكبر. زرع دي سويسا الشاي في مزارع البن السابقة وحقق أسعارًا قياسية في مزادات كولومبو ولندن. تأسست غورو أويا، وماريغولاد، وهانتانا وغيرها، عام 1870، وتعتبر من أوائل مزارع الشاي في البلاد.
زرع دي سويسا السيترونيلا، وجوز الهند، والقرفة، والأرز، والمطاط، والكاكاو، والقطن في سبع من مقاطعات الجزيرة التسع. شملت استثماراته الأخرى النقل، وتعدين الغرافيت، والبن، وألياف جوز الهند، ومعاصر الزيت، ومصانع الشاي، وتجارة الاستيراد والتصدير. بُنيت معصرة ولفندال ودياتالاوا في عام 1870، وكانت من أوائل معاصر البخار في سيلان وكانت مطحنته للألياف هي الأكبر في العالم. كانت شركة سي. إتش. دي سويسا للتصدير أول شركة مسجلة من قبل مواطن من سيلان. بنى مبانٍ تجارية في غيل فيس، وكوللوبيتيا، وفورت، وبيتا، ومبنى دي سويسا في جزيرة سليف، كولومبو. أصبحت العقارات السكنية التي يمتلكها هي المناطق السكنية الأكثر طلبًا في الأوقات الأخيرة.
دي سويسا أيضًا أول مصرفي سيلاني، له دور فعال في إنشاء بنك كاندي في دالادا فيديا وبيتا، كولومبو في عام 1860. وأول عضو سيلاني في غرفة تجارة سيلان. اتخذ دي سويسا تدابير لتحسين وتنويع الإنتاجية الزراعية في البلاد من خلال تجربة أساليب الزراعة وتعزيز الابتكارات الزراعية. اتخذ تدابير للمنافسة مباشرة في السوق الدولية وشجع رواد الأعمال المحليين الآخرين على القيام بذلك. قدم التقنيات الناشئة ومحفزات التأسيس لموظفيه بما في ذلك المعاشات التقاعدية في وقت لم يعتمد فيه مثل هذا النظام رسميًا من قبل الحكومات والمؤسسات.

## فعل الخير

### صحة
بدأ دي سويسا تدابير لخفض معدل وفيات الرضع من خلال توفير إمدادات من القابلات السنهاليات المدربات. أصبح فيما بعد أول شخص في آسيا يهدي مستشفى للولادة؛ دي سويسا لرعاية الوالدات في بوريلا، التي كانت في يوم من الأيام محل إقامته في طفولته. أعلن الحاكم السير جيمس روبرت لونغدين في 9 ديسمبر 1879 عن افتتاح المباني الأصلية لكلية الطب السيلانية التي أهداها هو وعمه مودليار سوسيو دي سويسا في اليوم نفسه.
منحت عائلة دي سويسا مستشفى لوناوا موراتوا، ومستشفى بانادورا، ومستشفى مراويلا، ومستوصف هانغورانكيتا، ومستشفى إنغريا، ومعهد علم الجراثيم (معهد البحوث الطبية) برئاسة الدكتور ألدو كاستيلاني. كما استفاد كل من مستشفى فيكتوريا التذكاري للعيون، ومستشفى ليدي ريدجواي للأطفال، وأقسام طب العيون في مستشفيات كاندي وغالي من كرم دي سويسا. في زيارة لبريطانيا العظمى في عام 1886، قدم دي سويسا بسخاء إلى 20 مستشفى رئيسيًا بما في ذلك مستشفى غايز في لندن، ومستشفى غريت أورموند ستريت للأطفال، ومستشفى البحارة، والمستشفى الملكي المجاني. احتفظ أيضًا بدار نقاهة في مبنى ألفريد هاوس لرجال الدين البوذيين.

### تعليم
قدم دي سويسا نظامًا للتعليم المجاني والمنح الدراسية في المدارس التي أسسها في مسقط رأسه؛ كليات أمير وأمراء ويلز. أغدق دي سويسا مبلغًا سخيًا آنذاك بلغ 300,000 روبية في المباني وحدها، في موقع جميل مساحته 15 فدانًا على حدود هور لوناوا. لبت المدرسة العلمانية كلا الجنسين من جميع مناحي الحياة حيث كانت وسائط التدريس هي اللغة الإنجليزية، ولغة النخبة، وكذلك اللغة المحلية (السنهالية)، اللغة الأم للجماهير. وهِبت مزرعتين لصيانتهما. افتتح السير ويليام غريغوري، حاكم سيلان، الاحتفال في 14 سبتمبر 1876 (إلى جانب الافتتاح الاحتفالي لكنيسة القديس يوحنا وكلية القديس يوحنا بانادورا التي بناها مودليار سوسيو دي سويسا). كانت كلية أميرات ويلز أول محاولة كبرى لنقل التعليم العلماني للفتيات في البلاد.
كانت مساهمة دي سويسا الأولى في التعليم هي إنشاء مدرسة ألفريد للزراعة النموذجية في عام 1871، ومنح سخية لكلية إس. توماس. سهل الدراسة في كليته الأم بدافع تدريس العلوم. منحت العائلة أرضًا للكلية الملكية، كولومبو، لإنشاء الملاعب الرياضية بجامعة كولومبو ولافتتاح مدرسة سيلان للصم والمكفوفين، راتمالانا. فصلًا عن تمويل العديد من مشاريع البناء في كلية ترينيتي، كاندي. أهدى دي سويسا المباني الأولى لكلية الطب في سيلان. قدم بسخاء لمتحف كولومبو الوطني ومؤسسات أخرى في جميع أنحاء الجزيرة، بما في ذلك جفنا، ومنحًا دراسية للأفراد، ووهب أيضًا العديد من المدارس الريفية. يعتبر دي سويسا عراب التعليم المجاني. رعت الليدي دي سويسا كلية القديس سيباستيان ودير سيدة الانتصارات الذي أسسه والدها.
امتدت رعاية دي سويسا للمشاريع الأدبية. بدأ ورعى ترجمة وطباعة ونشر هيتوباديشا، وأعمال الشاعر كوماراداسا والمبجل ويليغاما سري سومانغالا ثيرو، بما في ذلك نشر القارئ القياسي الثالث. رتب دي سويسا جمعيات خيرية تعليمية عن طريق المبجل راتمالاني سري دارماراما ثيرو، الرئيس الحالي لفيديالانكار بيريفينا.

### روحاني
بناء على طلب سكان لاكشباثيا، بنى دي سويسا كنيسة القديس ماتياس في لاكشباثيا. وضع الأساس لهذه الكنيسة الأب الموقر هيو ويلوبي جيرمين (أسقف كولومبو الثالث) في 24 فبراير 1872. كرِست الكنيسة في يوم القديس متياس، 24 فبراير 1876 من قبل الأب الموقر الدكتور ريجينالد ستيفن كوبلستون (أسقف كولومبو الرابع).
كان دي سويسا حارس الحياة في كنيسة عمانوئيل المقدسة موراتوا، التي بناها والده، وكنيسة القديس يوحنا بانادورا، التي بناها عمه، وكنيسة القديس إسطفانوس ماراويلا، وكنيسة عمانوئيل المقدسة هنغورنكيثا، التي بناها هو وعمه. كان أيضًا راعيًا لكنيسة القديس سيباستيان في موراتوا، التي بناها والد زوجته الفارس جيرزي دي سيلفا الذي كان أيضًا مساهمًا رئيسيًا في كاتدرائية القديس لوسيا في كولومبو.
من الأمثلة لرعايته التي شملت البوذية: معبد بوذي في مراويلا، وسويسارامايا في موراتوا، بوثجول فيهارايا هانغورانكيتا، والمنح للجمعيات الخيرية من خلال المبجل راتمالاني سري دارماراما نياكي ثيرو، الرئيس الحالي لفيديالانكار بيريفينا، والمبجل ويليغاما سري سومانغالا ماهاناياكي ثيرو. احتفظ دي سويسا أيضًا بدار نقاهة في مبنى ألفريد هاوس لرجال الدين البوذيين. استفادت أيضًا المؤسسات الهندوسية والإسلامية من هذا الكرم، وهذا يدل على النظرة الدينية الواسعة الأفق.